# Puzzle League
Puzzle League es una serie de videojuegos publicados por Nintendo para sus diversas consolas de videojuegos. La serie comenzó con Panel de Pon en Japón y Tetris Attack en Norteamérica, y desde entonces se ha adaptado a muchas otras consolas. El juego principal de cada versión es el mismo en cada juego, pero la marca, los detalles de presentación y las características específicas de la consola han variado.

## Jugabilidad
En cada juego de la serie, bloques cuadrados (o paneles) de varios colores se apilan en un pozo. Los bloques se alinean con una cuadrícula invisible, de manera que los bloques ocupan filas y columnas distintas. En la mayoría de los modos de juego, aparecen nuevos bloques en la parte inferior de la pila, empujando lentamente la pila hacia arriba. El jugador pierde típicamente el juego cuando cualquier columna de bloques toca la parte superior del pozo.
El jugador controla un cursor que cubre dos casillas horizontalmente en la cuadrícula de juego invisible. Los bloques dentro de este cursor se pueden intercambiar, o un bloque se puede intercambiar con un espacio vacío. Si un bloque se mueve en un hueco sin bloques debajo, el bloque cae como si se viera afectado por la gravedad. Los jugadores no pueden mover bloques directamente vertical o diagonalmente, aunque en la mayoría de los modos de juego, pueden levantar el rompecabezas entero más rápidamente.
Para despejar los bloques, el jugador debe alinearlos en filas o columnas de tres o más bloques del mismo color (por ejemplo, tres bloques rojos en una fila horizontal contigua). Los bloques entonces desaparecen del campo de juego, y cualquier bloque por encima de ellos cae en el espacio despejado. Borrar más de tres bloques en un solo movimiento marca un "combo", vale puntos extras. Si un claro causa que otros bloques caigan y que otros se despejen, el jugador anota una "cadena", también vale puntos extra. Con habilidad y planificación, el jugador puede hacer que se produzcan múltiples limpiezas contiguas una tras otra, anotando un mayor número de cadenas y bonos progresivamente mayores. El jugador es libre de seguir moviendo bloques a medida que otros se despejan, lo que ayuda a mantener una cadena continua. La eliminación de bloques también hace que la pila deje de elevarse temporalmente, y las cadenas y combos de rayado hace que la pila permanezca detenida durante una cantidad variable de tiempo (determinada por el tamaño del combo o cadena).

### Basura
En varios modos de juego, la basura rectangular de varios anchos y alturas puede caer sobre la pila del jugador, e incluso puede extenderse sobre la parte superior del campo de juego. Cuando un conjunto de bloques que toca un bloque de basura se sale del campo de juego, cualquier bloque de basura que toque este claro se "transforma" en bloques regulares, que entran en juego cuando el bloque de basura termina de transformarse. Cualquier bloque de basura del mismo tipo que el primero y tocando el primero se transforma de manera similar, aunque la basura que no se toca y la basura de diferente tipo no se transforma en este caso.
En los modos contra, los jugadores pueden enviar basura a los campos de juego de sus oponentes marcando cadenas y combos. Esto envía bloques de basura según el color del jugador (arbitrariamente asignado en algunos juegos, o basado en la selección de personajes del jugador en otros). Los combos envían números y tamaños variables de bloques según el tamaño del combo, mientras que las cadenas envían bloques de basura que abarcan el ancho del campo y varían en grosor dependiendo del tamaño de la cadena. Los jugadores también pueden borrar los "bloques de choque" (también llamados bloques sorpresa) -bloques grises que normalmente contienen puntos de exclamación- que envían basura de color cromo a los campos de juego de los oponentes. Aunque estos bloques de basura siguen las mismas reglas de limpieza, no son claros cuando los bloques de basura de colores adyacentes lo hacen.

### Bloques de artículos
Debutando en la Planet Puzzle League, los bloques de artículos son bloques especiales que están disponibles opcionalmente en los partidos de Batalla de Basura, que causan ciertos efectos cuando se eliminan. Mientras el elemento está en efecto, el bloque de elementos se muestra a la derecha del campo de juego del jugador afectado, desplazándose hacia arriba desde la parte inferior de la pantalla, con el efecto desactivado cuando el elemento pasa por la parte superior de la pantalla.
- Los bloques de fiebre, indicados por un símbolo de llama, provocan que todos los despejamientos del jugador durante un período de tiempo determinado estén encadenados entre sí.
- Los bloques de tres colores, indicados por un símbolo de tres cuadrados, hacen que la variedad de bloques de colores en el campo de juego de un jugador se reduzca a tres colores por una cantidad de tiempo fija: rojo, azul y verde.
- Los bloques reflectantes, indicados por un símbolo de una flecha apuntando hacia arriba con una barra en la parte superior, hacen que la basura de un jugador sea enviada al oponente.[1]
- Los bloques de tictac, indicados por un símbolo de flechas circulares, hacen que el campo de juego del oponente tiemble,"barajando" sus bloques en los que los bloques cambian de color al azar.[1]
- Los bloques de paralización, indicados por el símbolo de línea irregular, hacen que una fila de bloques en el campo de juego de un oponente sea inaccesible para los movimientos durante un período de tiempo fijo.[1]
- Los bloques de niebla, indicados con una "X", cambian algunos de los bloques del oponente en bloques grises no despejables durante un período de tiempo fijo.

## Juegos de la serie
- Panel de Pon (Super Famicom, Japón) (1995)
- Tetris Attack (SNES, Norteamérica) (1996)
- Tetris Attack (Game Boy, Norteamérica) (1996)
- Pokémon Puzzle Challenge (Game Boy Color) (2000)
- Pokémon Puzzle League (Nintendo 64) (2000)
- Nintendo Puzzle Collection (Nintendo GameCube - multipack) (2003)
- Dr. Mario & Puzzle League (Game Boy Advance - multipack) (2005)
- Planet Puzzle League / Panel de Pon DS (Nintendo DS) (2007)
- Chotto Panel de Pon/Puzzle League Express (DSiWare) (2009)[2]
- Animal Crossing: Puzzle League, a minigame included in the Welcome Amiibo expansion of Animal Crossing: New Leaf (Nintendo 3DS) (2016)[3]